# Sharpsburg (Iowa)
Sharpsburg es una ciudad ubicada en el condado de Taylor en el estado estadounidense de Iowa. En el Censo de 2010 tenía una población de 89 habitantes y una densidad poblacional de 93,12 personas por km².

## Geografía
Sharpsburg se encuentra ubicada en las coordenadas 40°48′14″N 94°38′26″O / 40.80389, -94.64056. Según la Oficina del Censo de los Estados Unidos, Sharpsburg tiene una superficie total de 0.96 km², de la cual 0.94 km² corresponden a tierra firme y (1.9%) 0.02 km² es agua.

## Demografía
Según el censo de 2010, había 89 personas residiendo en Sharpsburg. La densidad de población era de 93,12 hab./km². De los 89 habitantes, Sharpsburg estaba compuesto por el 98.88% blancos, el 0% eran afroamericanos, el 0% eran amerindios, el 0% eran asiáticos, el 0% eran isleños del Pacífico, el 0% eran de otras razas y el 1.12% pertenecían a dos o más razas. Del total de la población el 5.62% eran hispanos o latinos de cualquier raza.